# Windows Genuine Advantage
 Der er for få eller ingen kildehenvisninger i denne artikel, hvilket er et problem. Du kan hjælpe ved at angive troværdige kilder til de påstande, som fremføres i artiklen.

Windows Genuine Advantage eller blot WGA er et anti-pirat program fra Microsoft, der kontrollerer, om en installeret version af Windows er ægte, dvs. et valideret produkt med original licenskode. Windows Genuine Advantage bliver installeret som en update fra Windows Update, eller i forbindelse med visse programmer fra Microsoft som Windows Media Player 11, der kræver at computeren bliver valideret af WGA.
Selve programmet består af to dele: En del, der låser sig sammen med Winlogon, og validerer dermed versionen af Windows ved hver startup. En anden del er et ActiveX komponent, der validerer versionen af Windows ved installation af nogle programmer eller download og installation af opdateringer fra Windows Update.
Windows Genuine Advantages funktion er forskellig i de forskellige versioner af Windows og opfører sig således forskelligt. De versioner af Windows der dækkes er Windows XP, Windows Vista og Windows 7. I Windows XP var Windows Genuine Advantages funktion reduceret til at "nage" brugeren med notifikationer og pop-ups, hvor den i Windows Vista reducerede funktionalitet af styresystemet gradvist.
| Operativsystem | Spire Denne artikel relateret til styresystemer er en spire som bør udbygges. Du er velkommen til at hjælpe Wikipedia ved at udvide den. |